# 27 de fevereiro
27 de fevereiro é o 58.º dia do ano no calendário gregoriano. Faltam 307 dias para acabar o ano (308 em anos bissextos).

## Eventos históricos

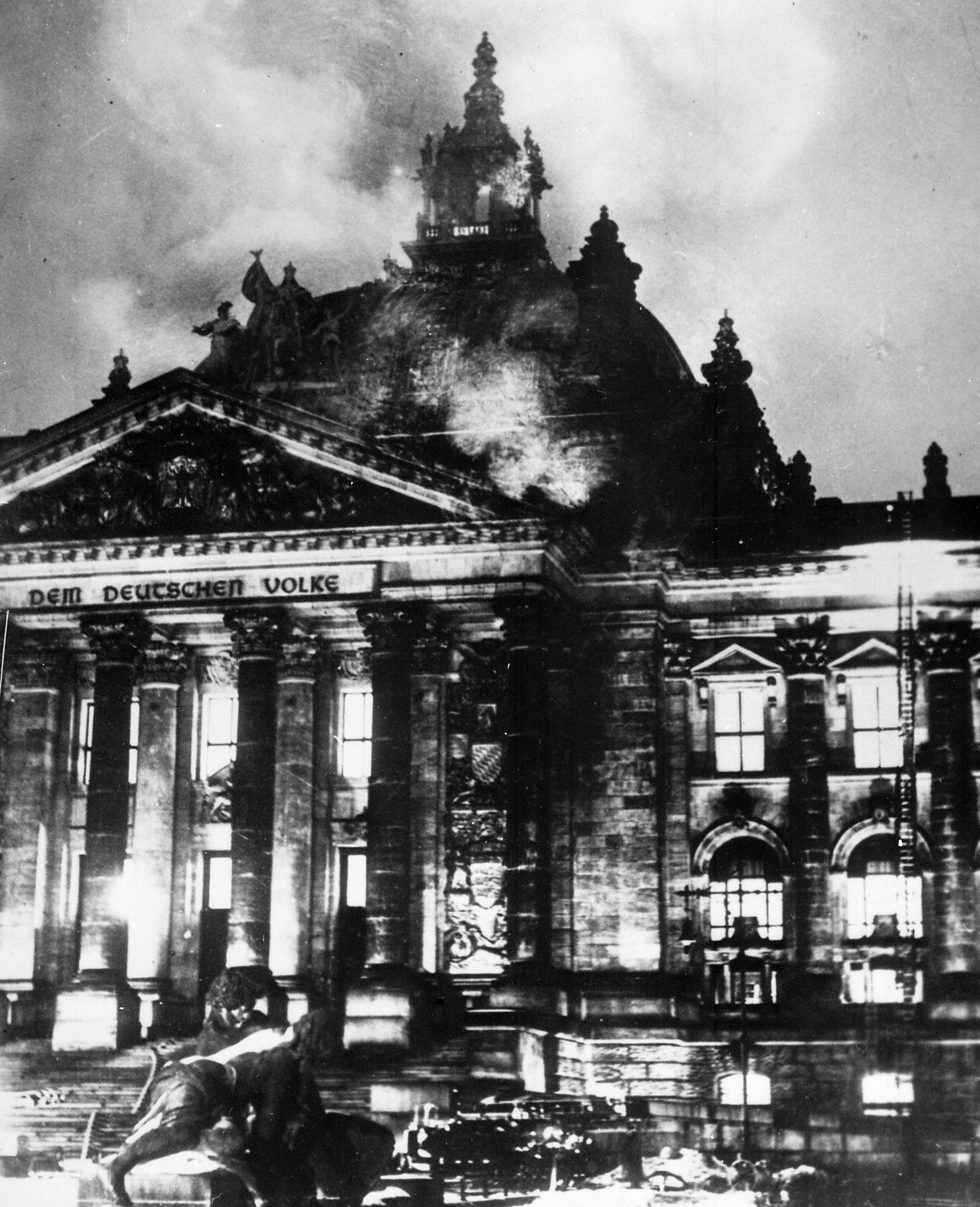
1933: Incêndio do Reichstag

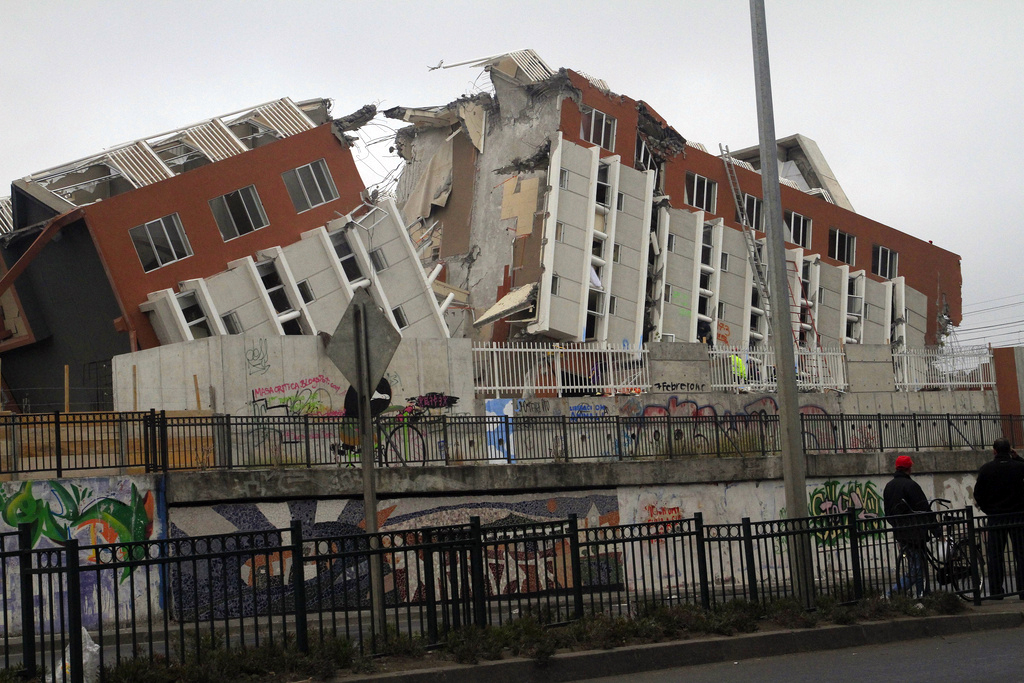
2010: Sismo do Chile de 2010

- 0380 — Édito de Tessalônica: o imperador Teodósio e os seus coimperadores Graciano e Valentiniano II, declaram o desejo de que todos os cidadãos romanos se convertam ao cristianismo trinitário.
- 0425 — Fundação da Universidade de Constantinopla pelo imperador Teodósio II a pedido de sua esposa Élia Eudócia.
- 1531 — Guerras de religião na Europa: Criação da Liga de Esmalcalda, uma aliança defensiva de príncipes protestantes do Sacro Império Romano-Germânico (atual Alemanha).
- 1560 — O Tratado de Berwick é assinado pela Inglaterra e pelos Lordes da Congregação da Escócia, estabelecendo os termos sob os quais as forças armadas inglesas deveriam ser permitidas na Escócia, a fim de expulsar as tropas francesas de ocupação.[1]
- 1594 — Henrique IV é coroado rei da França.[2]
- 1617 — Suécia e Rússia assinam o Tratado de Stolbovo, encerrando a Guerra Ingriana e expulsando a Rússia do mar Báltico.
- 1700 — Descoberta pelos europeus a ilha de Nova Bretanha.
- 1782 — Guerra Revolucionária Americana: a Câmara dos Comuns da Grã-Bretanha vota contra a continuação da guerra nas antigas Trezes Colônias Britânicas, agora Estados Unidos da América.
- 1812 — Guerra da Independência da Argentina: Manuel Belgrano levanta pela primeira vez a Bandeira da Argentina na cidade de Rosário.
- 1814 — Invasões Francesas: Batalha de Orthez. Nova vitória do Duque de Wellington sobre o marechal Nicolas Soult.
- 1844 — República Dominicana consegue a sua independência do Império do Haiti.
- 1870 — A atual bandeira do Japão é adotada pela primeira vez como bandeira nacional para os navios mercantes japoneses.
- 1898 — O rei Jorge I da Grécia sobrevive a uma tentativa de assassinato.
- 1900 —

É fundado o Partido Trabalhista Britânico.
Fundação do clube de futebol alemão Fußball-Club Bayern München e. V.
- 1914 — Expedição Científica Rondon-Roosevelt, chega ao Rio da Dúvida.
- 1921 — Fundada em Viena a União de Partidos Socialistas para a Ação Internacional.
- 1932 — A Rebelião de Mäntsälä explode quando membros do grupo de extrema-direita Movimento de Lapua começam a atirar contra participantes de um evento de sociais-democratas em Mäntsälä, Finlândia.[3]
- 1933 — Incêndio do Reichstag: o edifício do parlamento alemão em Berlim, o Reichstag, é incendiado; Marinus van der Lubbe, um jovem comunista holandês reivindica a responsabilidade. Os nazistas usaram este incidente para solidificar seu poder e eliminar os rivais políticos comunistas.
- 1940 — Martin Kamen e Sam Ruben descobrem o carbono-14.
- 1942 — Segunda Guerra Mundial: Batalha do Mar de Java com a derrota das Marinhas americana, inglesa, neerlandesa e australiana pela Marinha Imperial japonesa, em que abre o caminho a estes para a invasão das Índias Orientais neerlandesas (atual Indonésia).
- 1943 — Em Berlim, a Gestapo prende 1 800 judeus casados com alemãs, levando ao protesto de Rosenstraße.
- 1962 — Dois pilotos dissidentes da Força Aérea da República do Vietnã bombardeiam o Palácio da Independência em Saigon em uma tentativa fracassada de assassinar o presidente do Vietnã do Sul, Ngo Dinh Diem.
- 1963 — A República Dominicana recebe seu primeiro presidente eleito democraticamente, Juan Bosch, desde o fim da ditadura comandada por Rafael Trujillo.
- 1964 – O Governo da Itália pede ajuda para evitar que a Torre Inclinada de Pisa tombe.
- 1976 — Antigo território espanhol do Saara Ocidental, sob os auspícios da Frente Polisário, declara a independência como República Árabe Saaraui Democrática.
- 1984 — O presidente do Brasil, José Sarney, lança o Plano Cruzado, um conjunto de medidas econômicas. No entanto o plano em si não era sustentável e devido ao controle dos preços dos produtos e serviços, as mercadorias principiaram a escassear e a sumir.
- 1988 — Pogrom de Sumgait: a comunidade armênia em Sumgait, na União Soviética, é alvo de um violento pogrom.
- 1991 — Guerra do Golfo: o presidente dos Estados Unidos, George H. W. Bush, anuncia que "o Kuwait foi libertado".
- 1994 — O presidente do Brasil, Itamar Franco, lança o Plano Real, a mais ampla medida econômica já realizada no Brasil. O plano reduziu a inflação (objetivo principal), ampliou o poder de compra da população brasileira, e remodelou os setores econômicos do país.
- 2004 — Shoko Asahara, líder do culto japonês Aum Shinrikyo, é condenado à morte por planejar o Ataque com gás sarin ao Metrô de Tóquio em 1995.
- 2007 — Bolha de ações chinesa de 2007: a Bolsa de Valores de Xangai cai 9%, a maior queda diária em dez anos, após especulações sobre uma repressão a ofertas e negociações ilegais de ações e temores de aceleração da inflação.[4]
- 2010 — Terremoto de 8,8 na escala de magnitude de momento atinge partes centrais do Chile, deixando mais de 500 vítimas e milhares de feridos. O terremoto desencadeou um tsunami que atingiu o Havaí pouco depois.
- 2015 — O político russo Boris Nemtsov é assassinado em Moscou enquanto caminhava com sua namorada.
- 2019 — Força Aérea do Paquistão com um JF-17 Thunder derruba o Mig-21 do piloto indiano Abhinandan Varthaman em um duelo aéreo e o captura após realizar ataques aéreos em Jammu e Caxemira.[5]

## Nascimentos

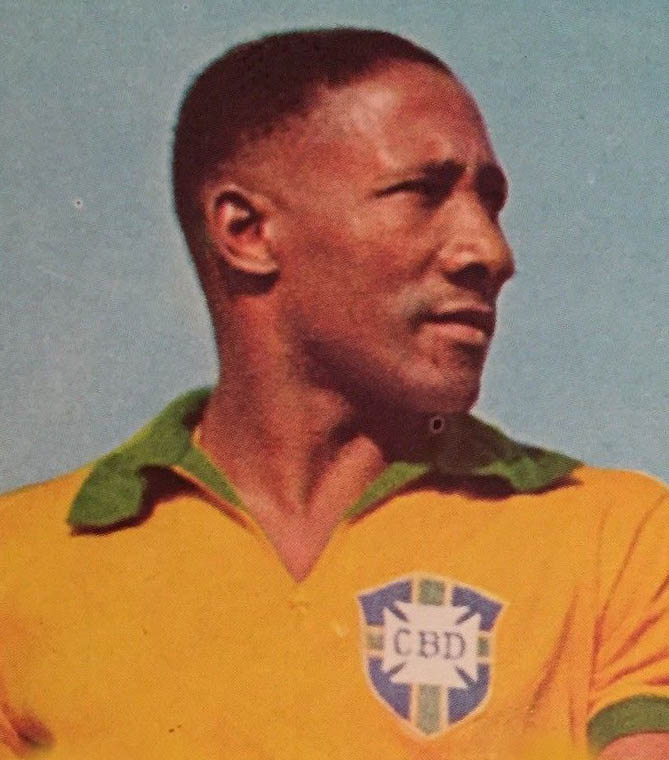
Djalma Santos

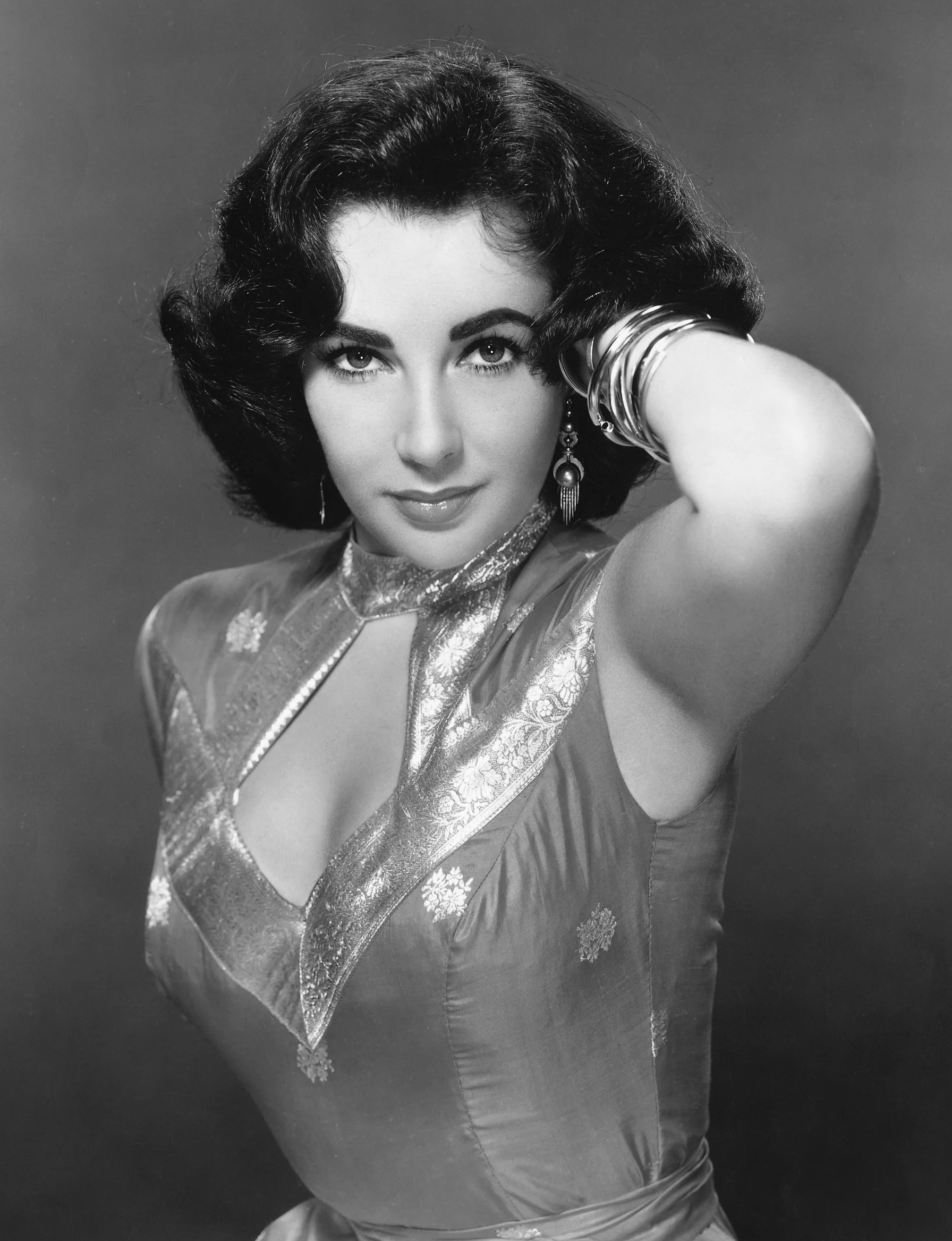
Elizabeth Taylor

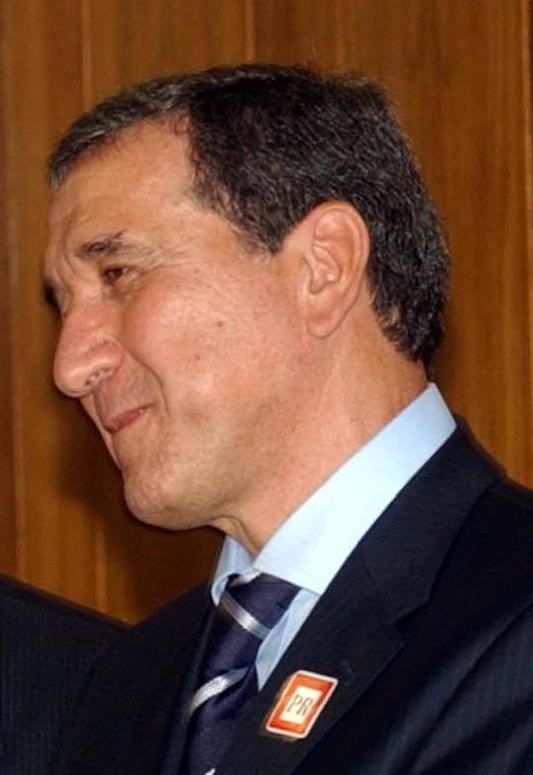
Carlos Alberto Parreira

### Anterior ao século XIX
- 0272 — Constantino, imperador romano (m. 337).
- 1500 — João de Castro, nobre português (m. 1548).
- 1572 — Francisco II da Lorena (m. 1632).
- 1575 — João Adolfo, Duque de Holsácia-Gottorp (m. 1616).
- 1659 — William Sherard, botânico inglês (m. 1728).
- 1667 — Luísa Carolina Radziwiłł, nobre prussiano-lituana (m. 1695).
- 1724 — Frederico Miguel, Conde Palatino de Zweibrücken (m. 1767).
- 1746 — Louis Gohier, político francês (m. 1830).
- 1748 — Anders Sparrman, médico e ativista sueco (m. 1820).
- 1767 — Jacques-Charles Dupont de l'Eure, advogado e político francês (m. 1855).
- 1799 — Edward Belcher, oficial naval, hidrógrafo e explorador britânico (m. 1877).

### Século XIX
- 1807 — Henry Wadsworth Longfellow, poeta e educador estadunidense (m. 1882).
- 1811 — James Joseph Allport, empresário britânico (m. 1892).
- 1836 — Russell A. Alger, político norte-americano (m. 1907).
- 1847 — Ellen Terry, atriz britânica (m. 1928).
- 1848 — Hubert Parry, compositor e historiador britânico (m. 1918).
- 1859 — Bertha Pappenheim, ativista e escritora austríaco-alemã (m. 1936).
- 1861 — Rudolf Steiner, filósofo austríaco (m. 1925).
- 1863
  - Joaquín Sorolla, pintor espanhol (m. 1923).
  - George Herbert Mead, sociólogo e filósofo americano (m. 1930).
- 1867 — Irving Fisher, economista e estatístico americano (m. 1947).
- 1869 — Alice Hamilton, médica e acadêmica americana (m. 1970).
- 1872 — Alexandru Vaida-Voevod, político romeno (m. 1950).
- 1881
  - Sveinn Björnsson, advogado e político dinamarquês-islandês (m. 1952).
  - Luitzen Egbertus Jan Brouwer, matemático, filósofo e acadêmico neerlandês (m. 1966).
- 1886 — Hugo Black, capitão, jurista e político americano (m. 1971).
- 1888
  - Roberto Assagioli, psiquiatra e psicólogo italiano (m. 1974).
  - Lotte Lehmann, soprano e atriz teuto-americana (m. 1976).
- 1891 — David Sarnoff, empresário americano (m. 1971).
- 1897 — Marian Anderson, cantora americana (m. 1993).
- 1899 — Charles Herbert Best, fisiologista e bioquímico americano (m. 1978).

### Século XX

#### 1901–1950
- 1901
  - Marino Marini, escultor e acadêmico italiano (m. 1980).
  - Yoshikazu Okada, líder religioso japonês (m. 1974).
- 1902
  - Lúcio Costa, arquiteto e engenheiro franco-brasileiro (m. 1998).
  - Gene Sarazen, jogador de golfe e locutor de esportes americano (m. 1999).
  - John Steinbeck, jornalista e escritor americano, ganhador do Prêmio Nobel (m. 1968).
- 1903
  - Reginald Gardiner, ator e cantor anglo-americano (m. 1980).
  - Yossef Dov Halevi Soloveitchik, rabino e filósofo bielo-americano (m. 1993).
- 1904
  - André Leducq, ciclista francês (m. 1980).
  - Juliï Borisovich Khariton, físico e acadêmico russo (m. 1996).
- 1905 — Franchot Tone, ator, cantor e produtor americano (m. 1968).
- 1906 — Ruy Roque Gameiro, escultor português (m. 1935)
- 1908 — Pierre Brunet, remador francês (m. 1979).
- 1910
  - Joan Bennett, atriz norte-americana (m. 1990).
  - Peter de Vries, jornalista e escritor americano (m. 1993).
  - Clarence Johnson, engenheiro americano (m. 1990).
- 1912 — Lawrence Durrell, escritor britânico (m. 1990).
- 1913
  - Paul Ricœur, filósofo e acadêmico francês (m. 2005).
  - Kazimierz Sabbat, militar e político polonês (m. 1989).
  - Irwin Shaw, escritor e roteirista americano (m. 1984).
- 1917 — John Connally, tenente e político americano (m. 1993).
- 1921 — Theodore Van Kirk, militar, aviador e navegador americano (m. 2014).
- 1922 — Hans Rookmaaker, historiador, escritor e estudioso neerlandês (m. 1977).
- 1923
  - Dexter Gordon, saxofonista, compositor e ator norte-americano (m. 1990).
  - Geraldo de Barros, pintor e fotógrafo brasileiro (m. 1998).
- 1925 — Kenneth Koch, poeta, dramaturgo e professor americano (m. 2002).
- 1926
  - David Hubel, neurofisiologista e acadêmico canadense-americano, ganhador do Prêmio Nobel (m. 2013).
  - Efraín Sánchez, ex-futebolista colombiano (m. 2020).
- 1927 — Peter Whittle, matemático e teórico anglo-neozelandês.
- 1928 — Cláudio Correia e Castro, ator brasileiro (m. 2005).
- 1929
  - Djalma Santos, futebolista brasileiro (m. 2013).
  - Sérvulo Esmeraldo, artista brasileiro (m. 2017).
- 1930
  - Paul von Ragué Schleyer, químico e acadêmico americano (m. 2014).
  - Joanne Woodward, atriz americana.
- 1932 — Elizabeth Taylor, atriz e humanitária anglo-americana (m. 2011).
- 1933
  - Armando Baptista-Bastos, escritor português (m. 2017).
  - Ruy Belo, poeta português (m. 1978).
- 1934 — Ralph Nader, advogado, político e ativista americano.
- 1935 — Mirella Freni, soprano e atriz italiana (m. 2020).
- 1936 — Roger Michael Mahony, cardeal americano.
- 1937 — Barbara Babcock, atriz americana.
- 1939 — Peter Revson, automobilista norte-americano (m. 1974).
- 1940
  - Howard Hesseman, ator americano (m. 2022).
  - Marilu Bueno, atriz brasileira (m. 2022).
  - Bill Hunter, ator australiano (m. 2011).
- 1942
  - Robert Grubbs, químico e acadêmico americano, ganhador do Prêmio Nobel (m. 2021).
  - Klaus-Dieter Sieloff, futebolista alemão (m. 2011).
- 1943
  - Mary Frann, atriz americana (m. 1998).
  - Carlos Alberto Parreira, futebolista e treinador de futebol brasileiro.
- 1944
  - Iberê Ferreira, político brasileiro (m. 2014).
  - Roger Scruton, filósofo e escritor britânico (m. 2020).
- 1946 — Rosa Marya Colin, cantora e atriz brasileira.
- 1947
  - Alan Guth, físico e cosmologista americano.
  - Gidon Kremer, violinista e maestro letão.
- 1950 — Cláudia Mello, atriz brasileira.

#### 1951–2004
- 1951 — Walter de Silva, designer de carros italiano.
- 1953 — Ian Khama, tenente e político anglo-botsuano.
- 1954 — Neal Schon, guitarrista de rock, cantor e compositor americano.
- 1955 — Beto Barbosa, cantor brasileiro.
- 1956 — Meena Keshwar Kamal, ativista afegã (m. 1987).
- 1957
  - Danny Antonucci, animador, produtor e roteirista canadense.
  - Robert de Castella, corredor australiano.
  - Adrian Smith, guitarrista e compositor britânico.
  - Timothy Spall, ator britânico.
- 1958
  - Maggie Hassan, política americana.
  - Nancy Spungen, groupie norte-americana (m. 1978).
  - Hugo de León, ex-futebolista e treinador de futebol uruguaio.
- 1959 — Johnny Van Zant, cantor e compositor americano.
- 1960
  - Andrés Gómez, tenista equatoriano.
  - Pär Arvidsson, ex-nadador sueco.
  - Marcia Lage, cenógrafa e carnavalesca brasileira (m. 2025).
- 1961
  - James Worthy, jogador de basquete e locutor esportivo americano.
  - Marie Simon-Pierre, freira católica francesa.
- 1962 — Adam Baldwin, ator norte-americano.
- 1965
  - Noah Emmerich, ator americano.
  - Oliver Reck, ex-futebolista e treinador alemão.
  - Pedro Chaves, ex-automobilista português.
- 1966
  - Donal Logue, ator e diretor canadense.
  - Baltasar Kormákur, ator, diretor e produtor islandês.
- 1967
  - Dănuț Lupu, ex-futebolista romeno.
  - Jonathan Ive, designer industrial britânico.
- 1968
  - Matt Stairs, jogador de beisebol e locutor esportivo canadense.
  - Celso Unzelte, jornalista brasileiro.
- 1970 — Patricia Petibon, soprano e atriz francesa.
- 1971
  - David Rikl, tenista tcheco-britânico.
  - Mônica Salmaso, cantora brasileira.
  - Rozonda Thomas, cantora, compositora, dançarina e atriz norte-americana.
- 1973 — Peter André, cantor, compositor e ator anglo-australiano.
- 1974 — Colin Edwards, motociclista norte-americano.
- 1975
  - Aitor González, automobilista espanhol.
  - Christopher Landon, diretor, produtor e roteirista americano.
- 1976
  - Sergey Semak, ex-futebolista e treinador ucraniano-russo.
  - Ludovic Capelle, ciclista belga.
- 1977 — James Wan, diretor, roteirista e produtor de cinema malaio.
- 1978
  - James Beattie, futebolista e treinador britânico.
  - Kakhaber Kaladze, futebolista e político georgiano.
  - Rodriguinho, cantor brasileiro.
- 1980 — Chelsea Clinton, jornalista e acadêmica norte-americana.
- 1981
  - Josh Groban, cantor, compositor, produtor e ator norte-americano.
  - Natalie Grandin, tenista anglo-sul-africana.
  - Élodie Ouédraogo, velocista belga.
  - Robert de Souza, futebolista brasileiro.
- 1982 — Bruno Soares, tenista brasileiro.
- 1983
  - Devin Harris, jogador de basquete americano.
  - Kate Mara, atriz americana.
- 1984 — Lotta Schelin, futebolista sueca.
- 1985
  - Juliana Imai, modelo brasileira.
  - Thiago Neves, futebolista brasileiro.
- 1986 — Jonathan, futebolista brasileiro.
- 1987 — Florence Kiplagat, corredora queniana.
- 1988 — Camila Coelho, modelo brasileira.
- 1989 — David Button, futebolista britânico.
- 1992
  - Filip Krajinović, tenista sérvio.
  - Jonjo Shelvey, futebolista britânico.
- 1993 — Ryder, futebolista brasileiro.
- 1994 — Hou Yifan, enxadrista chinesa.
- 1996 — Ten, cantor, rapper e dançarino tailandês.
- 1997 — Shen Yue, atriz chinesa.
- 1998 — Félix Gall, ciclista austriaco.

## Mortes

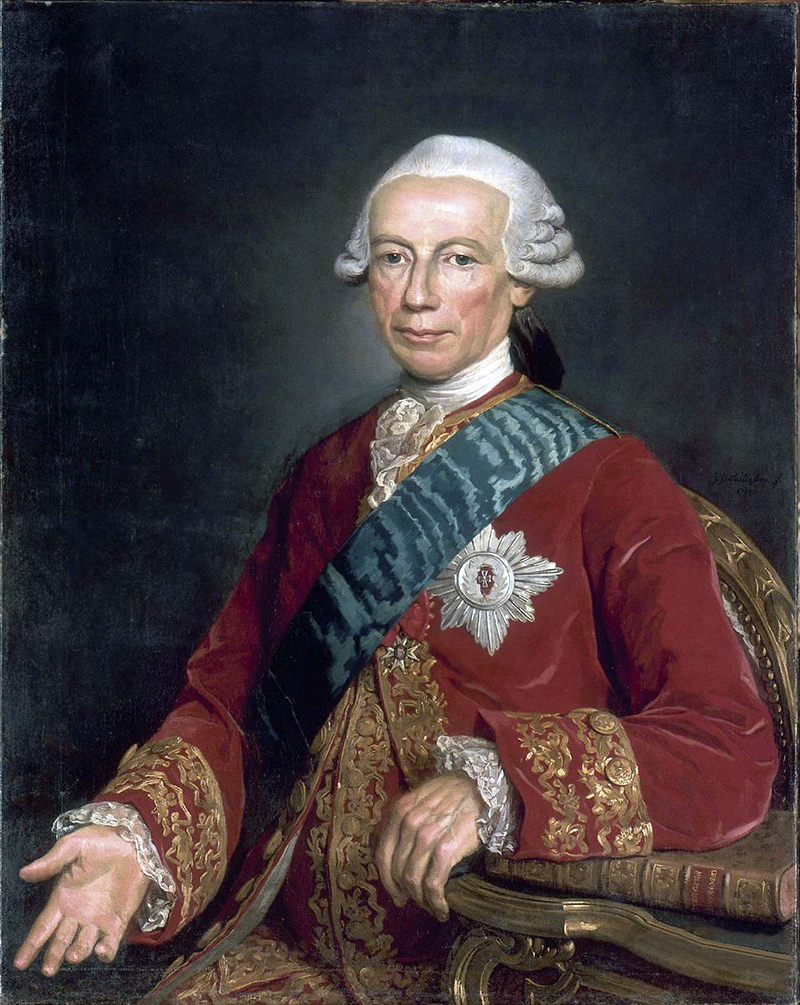
Conde de St. Germain

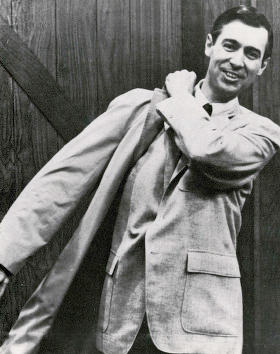
Fred Rogers

### Anterior ao século XIX
- 0640 — Pepino de Landen, senhor franco (n. 580).
- 0906 — Conrado, Duque da Turíngia (n. ?).
- 0956 — Teofilacto de Constantinopla, patriarca ecumênico de Constantinopla (n. 917).
- 1416 — Leonor de Castela, rainha consorte de Navarra (n. 1363).
- 1425 — Basílio I de Moscou (n. 1371).
- 1483 — Guilherme VIII de Monferrato (n. 1420).
- 1558 — Johann Faber de Heilbronn, monge alemão (n. 1504).
- 1659 — Henry Dunster, clérigo e acadêmico anglo-americano (n. 1609).
- 1706 — John Evelyn, jardineiro e escritor inglês (n. 1620).
- 1712 — Bahadur I, imperador mogol indiano (n. 1643).
- 1735 — John Arbuthnot, médico e polímata britânico (n. 1667).
- 1784 — Conde de St. Germain, aventureiro e ocultista romeno (n. 1710).

### Século XIX
- 1821 — Guilherme I, Eleitor de Hesse (n. 1743).
- 1887 — Aleksandr Borodin, compositor e químico russo (n. 1833).

### Século XX
- 1902 — Breaker Morant, tenente anglo-australiano (n. 1864).
- 1906 — Samuel Pierpont Langley, astrônomo e físico norte-americano (n. 1834).
- 1936 — Ivan Pavlov, fisiologista e médico russo, ganhador do Prêmio Nobel (n. 1849).
- 1943 — Kostís Palamás, poeta e dramaturgo grego (n. 1859).
- 1952 — Fritz Essenfelder, futebolista argentino (n. 1891).
- 1964 — Orry-Kelly, figurinista australiano-americano (n. 1897).
- 1969 — Marius Barbeau, etnógrafo e acadêmico canadense (n. 1883).
- 1973 — Bill Everett, escritor e ilustrador estadunidense (n. 1917).
- 1980 — George Tobias, ator norte-americano (n. 1901).
- 1985 — Henry Cabot Lodge, Jr., político e diplomata americano (n. 1902).
- 1986 — Jacques Plante, jogador e treinador de hóquei no gelo canadense (n. 1929).
- 1989 — Konrad Lorenz, zoólogo, etólogo e ornitólogo austríaco, ganhador do Nobel (n. 1903).
- 1992 — Samuel Ichiye Hayakawa, linguista e político canadense-americano (n. 1906).
- 1993 — Lillian Gish, atriz americana (n. 1893).
- 1998
  - George Hitchings, farmacologista e acadêmico americano, ganhador do Prêmio Nobel (n. 1905).
  - J. T. Walsh, ator americano (n. 1943).

### Século XXI
- 2002 — Spike Milligan, militar, ator, comediante e escritor irlandês (n. 1918).
- 2003 — Fred Rogers, pedagogo, artista e apresentador de televisão estadunidense (n. 1928).
- 2004 — Paul Sweezy, economista e jornalista americano (n. 1910).
- 2006 — Otis Chandler, editor americano (n. 1927).
- 2007
  - Bernd Freytag von Loringhoven, general alemão (n. 1914).
  - Bobby Rosengarden, percussionista norte-americano (n. 1924).
- 2008
  - William F. Buckley Jr., escritor e jornalista americano (n. 1925).
  - Ivan Rebroff, vocalista russo-alemão (n. 1931).
- 2009
  - Alastair McCorquodale, atleta e jogador de críquete escocês (n. 1925).
  - Manea Mănescu, político romeno (n. 1916).
  - Walter Silva, jornalista e produtor musical brasileiro (n. 1933).
- 2010
  - Vladislav Galkin, ator russo (n. 1971).
  - Walter Alfaiate, cantor e compositor brasileiro (n. 1930).
  - Wendy Toye, cineasta britânica (n. 1917).
- 2011
  - Frank Buckles, militar americano (n. 1901).
  - Necmettin Erbakan, engenheiro e político turco (n. 1926).
  - Duke Snider, jogador de beisebol, trinador e locutor esportivo americano (n. 1926).
  - Gary Winick, diretor e produtor americano (n. 1961).
  - Moacyr Scliar, escritor brasileiro (n. 1937).
  - Otávio Cardoso, político brasileiro (n. 1930).
- 2012 — Helga Vlahović, jornalista e produtora croata (n. 1945).
- 2013
  - Van Cliburn, pianista americano (n. 1934).
  - Ramon Dekkers, lutador neerlandês de muay thai (n. 1969).
  - Dale Robertson, ator americano (n. 1923).
  - Adolfo Zaldívar, advogado e político chileno (n. 1943).
- 2015
  - Boris Nemtsov, acadêmico e político russo (n. 1959).
  - Leonard Nimoy, ator, cineasta, poeta e pintor estadunidense (n. 1931).
- 2019 — France-Albert René, político seichelense (n. 1935).
- 2023 — Gérard Latortue, político haitiano (n. 1934)

## Feriados e eventos cíclicos

### Brasil
- Dia do Agente Fiscal da Receita Federal
- Dia do Livro Didático
- Dia da Conscientização da Anosmia

### Cristianismo
- Gabriel Possenti
- Gregório de Narek
- Leandro de Sevilha
- Marie Deluil-Martiny

## Outros calendários
- No calendário gregoriano a epacta do dia é ii.
- No calendário judaico, Purim nos seguintes anos (ao longo do século XXI): 2059 e 2078.
- No calendário litúrgico tem a letra dominical B para o dia da semana.
- No calendário romano era o 3.º dia (III) antes das calendas de fevereiro.